# Mystery Mine
Mystery Mine in Dollywood (Pigeon Forge, Tennessee, USA) ist eine Stahlachterbahn vom Modell Euro-Fighter des Herstellers Gerstlauer Amusement Rides, die am 13. April 2007 eröffnete.
Die Bahn ist nach einem verspukten Bergwerk aus dem 19. Jahrhundert thematisiert mit Streckenteilen im Freien und einem großen Gebäude mit Spezialeffekten.
Die Fahrt auf der Achterbahn dauert 2 Minuten und 30 Sekunden und besitzt zwei vertikale Kettenlifthills sowie einen 95° steilen First Drop. Als Inversionen wurden eine Heartline-Roll sowie ein Dive-Loop verbaut. Der Bau der Bahn kostete 17,5 Millionen US-Dollar und war die teuerste Attraktion, die je in Dollywood gebaut wurde.

## Wagen
Mystery Mine besitzt sieben Wagen. In jedem Wagen können acht Personen (zwei Reihen à vier Personen) Platz nehmen. Die Fahrgäste müssen mindestens 1,22 m groß sein, um mitfahren zu dürfen. Als Rückhaltesystem kommen Schulterbügel zum Einsatz.

## Auszeichnungen
- Am 2. Juli 2007 wurde Mystery Mine von Theme Park Insider als Beste neue Themepark-Attraktion 2007 ausgezeichnet.
- Mystery Mine wurde als 48-beste Achterbahn in der Top-50-Liste der besten Stahlachterbahnen 2007 von Amusement Today bewertet.
- Im September 2007 gab Amusement Today bekannt, dass Mystery Mine auf Platz 2 der neuen Attraktionen 2007 ausgezeichnet wurde, Maverick in Cedar Point wurde auf Platz 1 gestuft.

## Fotos

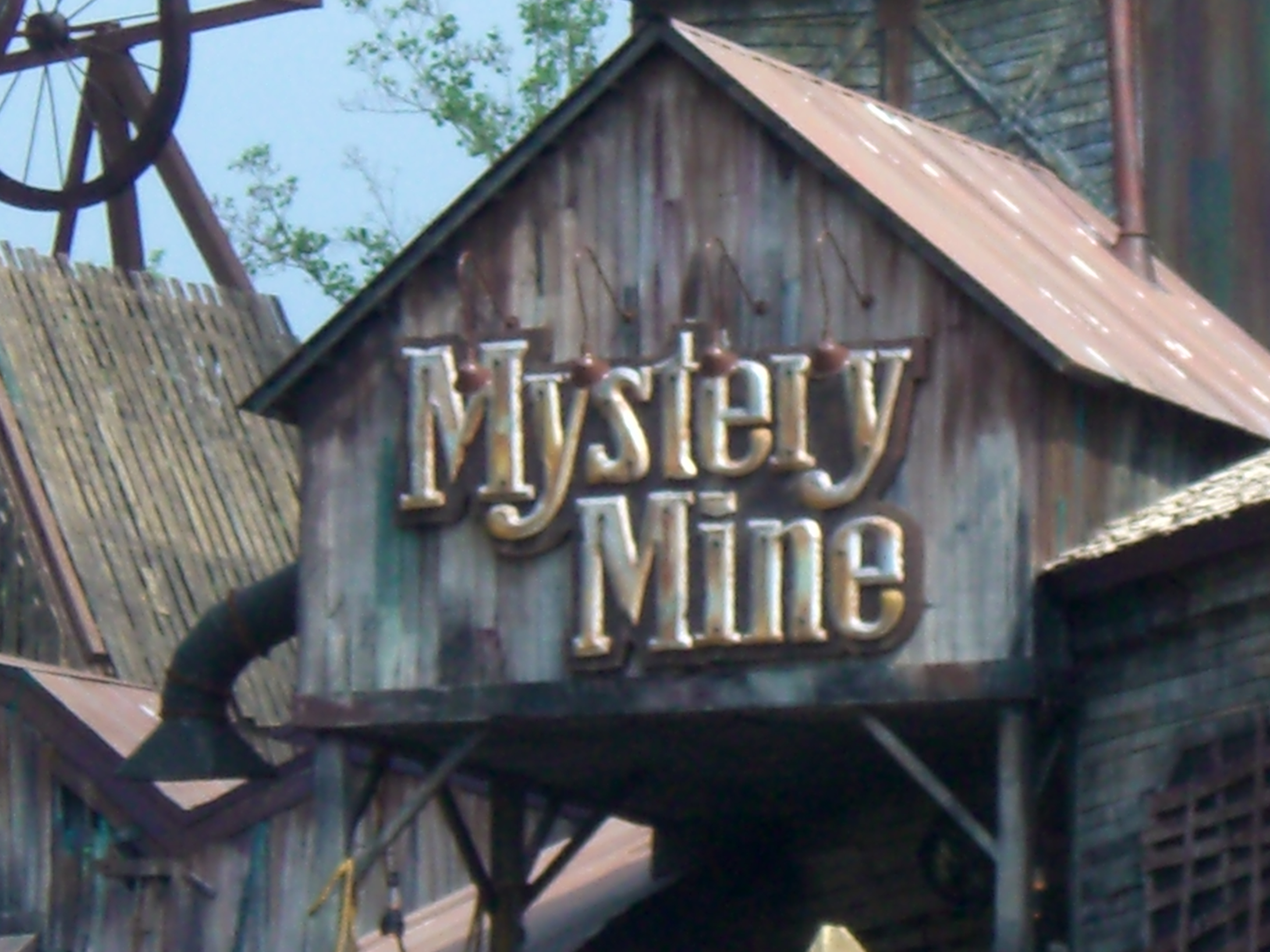
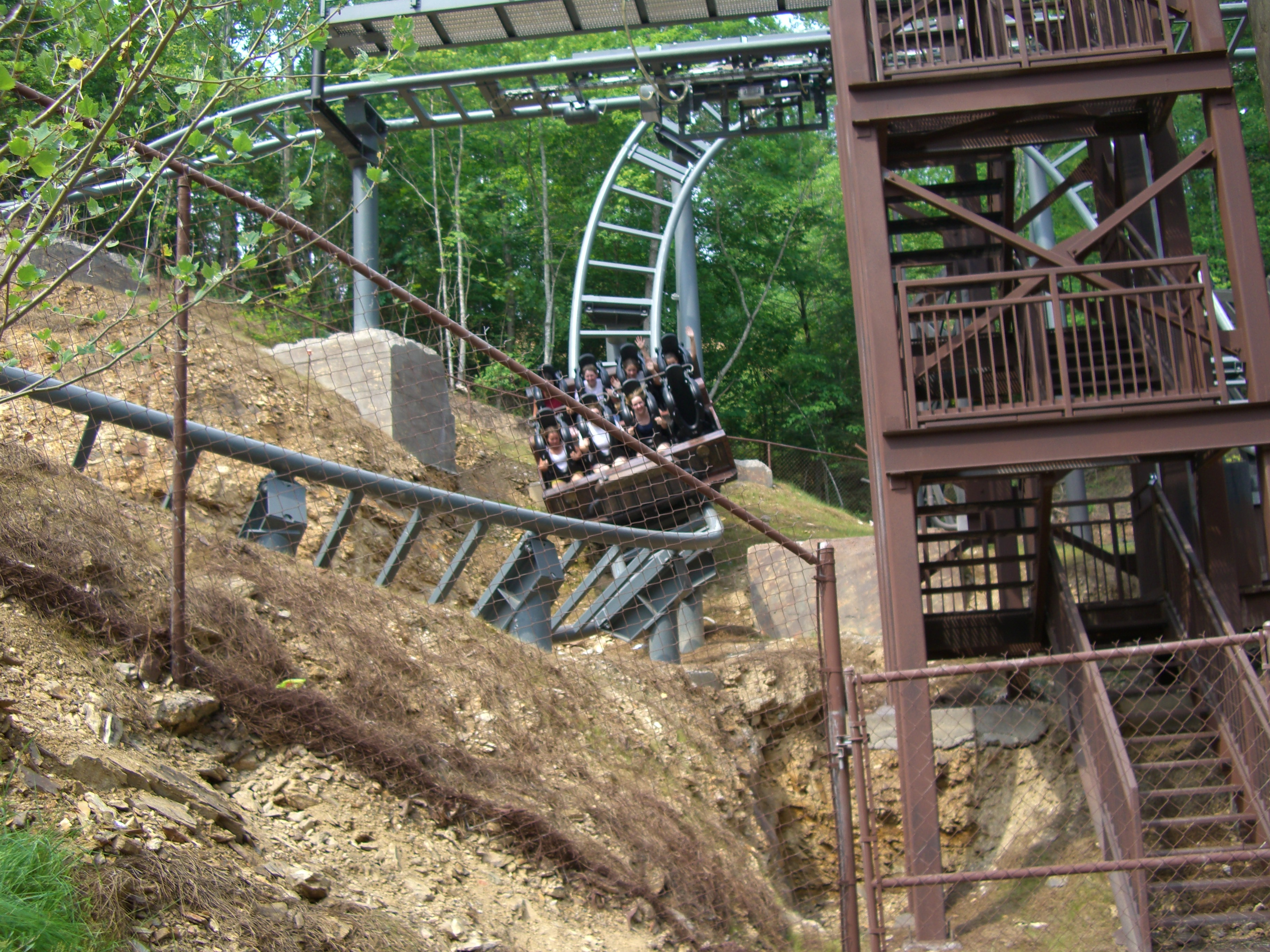
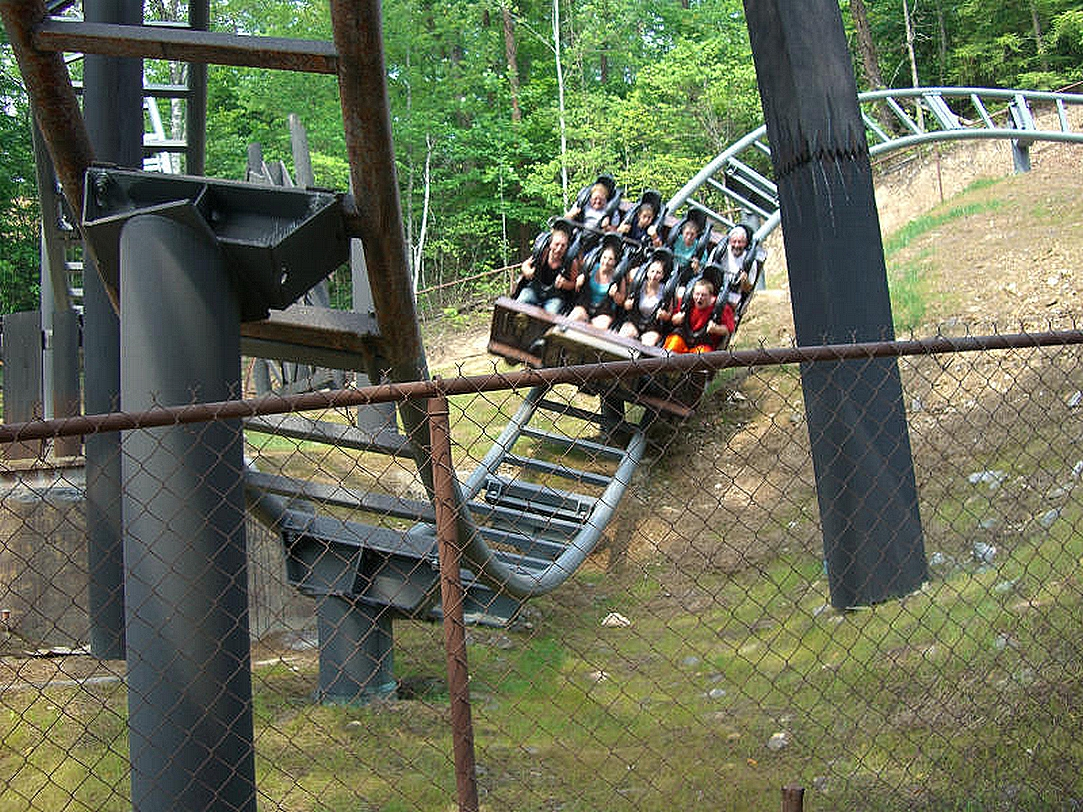